# Saint-Eutrope-de-Born
Saint-Eutrope-de-Born è un comune francese di 715 abitanti situato nel dipartimento del Lot e Garonna nella regione della Nuova Aquitania.

## Società

### Evoluzione demografica
Abitanti censiti